# Трофимов, Адольф Иванович
Адо́льф Ива́нович Трофи́мов (5 августа 1937, Ковров, Ивановская область — 16 мая 2021, Обнинск, Калужская область) — советский и российский учёный в области автоматики и приборов контроля. Доктор технических наук, профессор. Доцент, профессор, заведующий кафедрой, директор отделения Томского политехнического института (1968—1986). Проректор по научной работе (1986—1990), заведующий кафедрой автоматики, контроля и диагностики АЭС (с 1990) Обнинского института атомной энергетики. Заслуженный деятель науки Российской Федерации (1996). Академик РАЕН.

## Биография
Адольф Трофимов родился 5 августа 1937 года в городе Коврове Ивановской Промышленной области СССР.
В 1964 году окончил Томский политехнический институт.
В 1964—1968 годах работал на инженерных должностях на Сибирском химическом комбинате в Томске-7. В 1968—1986 годах последовательно занимал должности доцента, профессора, заведующего кафедрой, директора отделения Томского политехнического института.
В 1986 году был приглашён ректором Обнинского института атомной энергетики (ИАТЭ) Юрием Казанским на должность проректора по научной работе, которую занимал до 1990 года. С 1990 года — заведующий кафедрой автоматики, контроля и диагностики АЭС ИАТЭ.
Академик Российской академии естественных наук.
В 2008 году был зарегистрированным кандидатом в члены-корреспонденты Российской академии наук по отделению энергетики, машиностроения, механики и процессов управления.
Поэт-любитель. С 2013 года начал читать свои стихи на городских праздниках в Обнинске.

## Награды и звания
- Факел Бирмингема
- Заслуженный деятель науки Российской Федерации (1996)